# Rogers Cup 2011
Der  Rogers Cup 2011 war die 122. Ausgabe des Tennis-Hartplatzturniers. Das Herrenturnier, das zur Kategorie ATP World Tour Masters 1000 zählte, fand vom 8. bis 14. August 2011 in Montreal statt. Das Damenturnier war als Turnier der Premier 5-Kategorie Teil der WTA Tour 2011 und fand vom 8. bis 14. August 2011 in Toronto statt.

## Herrenturnier
→ Hauptartikel: Rogers Cup 2011/Herren
→ Qualifikation: Rogers Cup 2011/Herren/Qualifikation

## Damenturnier
→ Hauptartikel: Rogers Cup 2011/Damen
→ Qualifikation: Rogers Cup 2011/Damen/Qualifikation